# Auberge du Roi d'Espagne (Bruxelles)
Pour les articles homonymes, voir Auberge du Roi d'Espagne.
L' « Auberge du Roi d'Espagne » (In den Coninck van Spagnien en néerlandais) est une ancienne auberge du XVIIe siècle située au numéro 27 de la place de la Vieille Halle aux Blés à Bruxelles, en Belgique.

## Historique
Au XVIIIe siècle, la place de la Vieille Halle aux Blés accueille un service de diligence et de courrier à destination des villes des Pays-Bas méridionaux, de la France, du Luxembourg, de l'Allemagne et de la Suisse, ce qui provoque l'apparition de nombreux relais de poste et auberges,.
Un de ces établissements est l'auberge du Roi d'Espagne (« In den Coninck van Spagnien ») d'où partaient les courriers pour Enghien, Ath, Tournai,.
Sa façade date du XVIIe siècle mais ses fenêtres ont été adaptées au XIXe siècle.
Le rez-de-chaussée a été modifié au début du XXe siècle et doté d'une vitrine commerciale.
L'auberge du Roi d'Espagne ne doit pas être confondue avec l'ancien relais de poste « De Spaanse Kroon », dont des vestiges subsistent aux numéros 11-12 de la même place.

## Accessibilité
| ___ | Ce site est desservi par la station de métro : Gare Centrale. |